# Séamus Pattison
Séamus Pattison, irl. Séamus Mac Pháidín (ur. 19 kwietnia 1936 w Kilkenny, zm. 4 lutego 2018 tamże) – irlandzki polityk, działacz Partii Pracy, wieloletni deputowany. Ceann Comhairle w latach 1997–2002.

## Życiorys
Syn polityka Jamesa Pattisona. Kształcił się w St Kieran's College w Kilkenny, po czym pracował jako urzędnik samorządowy. Następnie studiował na University College Dublin. Był też etatowym działaczem związków zawodowych. Zaangażował się w działalność polityczną w ramach Partii Pracy. W 1960 bez powodzenia kandydował do Dáil Éireann w wyborach uzupełniających.
Mandat poselski uzyskał po raz pierwszy w wyborach generalnych w 1961 w okręgu Carlow-Kilkenny. Z powodzeniem ubiegał się o reelekcję w dwunastu kolejnych wyborach. W niższej izbie irlandzkiego parlamentu zasiadał przez trzynaście kadencji do 2007, gdy nie zdecydował się na ponowne kandydowanie.
Dwukrotnie był burmistrzem swojej rodzinnej miejscowości (1976, 1992). W latach 1981–1983 zasiadał w Parlamencie Europejskim I kadencji, pełniąc funkcję wiceprzewodniczącego Komisji ds. Socjalnych i Zatrudnienia. W latach 1983–1987 zajmował stanowisko ministra stanu (niewchodzącego w skład gabinetu) w departamencie zabezpieczenia społecznego. Od czerwca 1997 do czerwca 2007 był przewodniczącym Dáil Éireann, następnie do kwietnia 2007 wykonywał obowiązki wiceprzewodniczącego tej izby.